# 서충주도서관
서충주도서관은 대한민국 충청북도 충주시 소재의 도서관이다.

## 연혁
- 2020년 11월 4일 개관

## 시설현황
- 1층 : 사무실
- 2층 : 어린이자료실, 이야기방, 영유아프로그램실, 강의실, 동아리실	, 이야기계단, 휴게실
- 3층 : 종합자료실, 시청각실

## 이용 안내
휴관일
- 매주 월요일
- 공휴일

## 소장자료
- 도서자료 - 51,683개 (2023년 기준)
- 비도서자료 - 222개 (2023년 기준)